# Amy Levy
Amy Judith Levy (Londra, 10 novembre 1861 – Londra, 10 settembre 1889) è stata una scrittrice, poetessa e saggista britannica.

## Biografia
Amy Judith Levy nacque nel quartiere londinese di Clapham nel 1861, seconda dei sette figli di Lewis ed Isobel Levy, ebrei poco osservanti. La Levy dimostrò attitudini letterarie sin da giovanissima, scrivendo a tredici anni una critica al poema di Elizabeth Barrett Browning Aurora Leigh e a quattordici la poesia "Ida Grey: A Story of Woman's Sacrifice", che fu pubblicata nel 1875 sulla rivista Pelican. I genitori sostenevano i diritti delle donne e, specialmente, l'istruzione femminile e furono di sopporto per la Levy nel corso dei suoi studi e sforzi letterari. Amy Levy studiò alla Brighton e Hove High School e poi al Newnham College dell'Università di Cambridge, diventando la prima donna ebrea a frequentare il collegio della prestigiosa istituzione britannica. La giovane lasciò l'università prima del suo ultimo anno, non ottenendo mai così la laurea.
Di ritorno a Londra, la Levy si inserì in un circolo di donne colte ed intellettuali che includevano Clementina Black, Ellen Wordsworth Darwin, Dollie Radford, Eleanor Marx (figlia di Karl Marx) ed Olive Schreiner. Nel 1886 viaggiò a Firenze e qui conobbe la scrittrice e critica letteraria Vernon Lee, di cui si innamorò e che le fu da mentore mentre entrambe le autrici esploravano il tema dell'amore saffico nelle loro poesie. Proprio alla Lee la Levy dedicò la poesia "To Vernon Lee".
Dopo aver pubblicato le raccolte di poesie Xantippe and Other Verse (1881) e A Minor Poet and Other Verse (1884), nel 1888 la Levy fece dare alle stampe il suo primo romanzo, La storia di una bottega (The Romance of a Shop), opera di matrice femminista in cui esplorava le opportunità e difficoltà che le donne dovevano fronteggiare come imprenditrici nella Londra degli anni 1880. Nello stesso anno pubblicò anche il suo secondo romanzo, Reuben Sachs, in cui esplorava l'identità ebraica nell'Inghilterra vittoriana. Nello stesso periodo continuò a pubblicare racconti, poesie e saggi su importanti periodici letterari, tra cui le due short stories Cohen of Trinity e Wise in Their Generation per la rivista The Woman's World, edita da Oscar Wilde. L'attività saggistica era centrata intorno all'ebraismo e le pubblicazioni della Levy su The Jewish Chronicle comprendevano studi sull'ebraismo in Italia (The Ghetto of Florence), la rappresentazione degli ebrei nella letteratura (The Jew in Fiction), l'umorismo ebraico (Jewish Humour) e l'infanzia nell'ebraismo (Jewish Children). Nel 1889 pubblicò la sua ultima raccolta di poesie, A London Plane-Tree, tra le prime opere letterarie britanniche a mostrare l'influenza del simbolismo francese oltremanica.
Amy Levy soffriva di depressione già da giovane e nei suoi ultimi mesi di vita questa situazione fu esacerbata dalle frustrazioni sentimentali e dalla crescente sordità che l'affliggeva. La scrittrice si suicidò inalando monossido di carbonio nella casa dei genitori a Bloomsbury, due mesi prima del suo ventottesimo compleanno. Il corpo della Levy fu cremato, diventando così la prima donna ebrea ad essere cremata in Inghilterra. Oscar Wilde scrisse il necrologio della Levy, in cui lodò il talento artistico della scrittrice.

## Opere (parziale)

### Prosa
- The Romance of a Shop (1888)
- Reuben Sachs: A Sketch (1888)
- Miss Meredith (1889)

### Poesia
- Xantippe and Other Verse (1881)
- A Minor Poet and Other Verse (1884)
- A London Plane-Tree and Other Verse (1889)

## Traduzioni italiane
- La storia di una bottega, Perugia, Jo March, 2013. ISBN 9788890607677
- Reuben Sachs e altri racconti, Darcy Edizioni, 2019. ISBN 9781690126904
- Miss Meredith, Torino, Robin Edizioni, 2019. ISBN 9788872745274